# Stand by...MUSIC!!!
『Stand by...MUSIC!!!』（スタンド・バイ・ミュージック）は、『Animelo Summer Live 2018 "OK!"』のテーマソングが収録されたシングル。

## 概要
『Animelo Summer Live 2018 "OK!"』のテーマ曲として、2018年5月16日タワーレコード限定でCDシングル、各音楽配信サイトでデジタル音源を発売。
楽曲制作に関し、作曲の神前は「ポジティブでストレートな楽曲で」と要望され「『こういうものが僕は好き』という気持ちと真面目に向き合ってそれを音にした」、作詞の唐沢は「私を含めた皆さんの音楽への思いがアニサマを通じ一つの大きなものになれば良いと思い作った」とコメントした。また、ギターソロや歌い分けの違いなどで5テイクのバージョンが存在し配信先ごとに違うものが配信されている。
CDシングル盤のジャケットはビートルズ『A Hard Day's Night』をオマージュしたものとなっており、楽曲の終盤は同じくビートルズの「A Day In The Life」と同様に不穏な雰囲気を一音で晴らす意図せぬ共通点がある。

## 収録曲
（作詞：唐沢美帆 作曲・編曲：神前暁）
1. Stand by...MUSIC!!! (6:25)                                                                  
歌：アイドルマスター SideM[メンバー 1]、アイドルマスター ミリオンライブ！ ミリオンスターズ[メンバー 2]、亜咲花、伊藤美来、内田彩、内田真礼、オーイシマサヨシ、GRANRODEO（KISHOW）、鈴木このみ、鈴木みのり、竹達彩奈、TRUE、fhána、悠木碧
2. Stand by...MUSIC!!!（Instrumental）(6:22)

### ユニットメンバー
1. ↑  仲村宗悟、山谷祥生、狩野翔
2. ↑  山崎はるか、田所あずさ、Machico